# Saint-Fuscien
Saint-Fuscien est une commune française située dans le département de la Somme, en région Hauts-de-France.

## Géographie

### Localisation
Saint-Fuscien est un bourg picard de l'Amiénois.
Limitrophe d'Amiens, la commune est située à 10 km au nord-ouest d'Ailly-sur-Noye et à 16 km au sud-ouest de Corbie et à 47 km au nord-est de Beauvais, à vol d'oiseau.
Le territoire de la commune est limitrophe de ceux de sept communes.
Les communes limitrophes sont  Amiens, Boves, Cagny, Dury, Hébécourt, Rumigny et Sains-en-Amiénois.

### Nature du sol et du sous-sol
D'un point de vue géologique, la commune est sur le plateau picard formé au crétacé supérieur  (terrains secondaires ou mésozoïque) ; c'est un plateau crayeux recouvert de limon. La couche de limon assez mince laisse parfois affleurer la craie.

### Hydrographie
La commune est située dans le bassin Artois-Picardie. Elle n'est drainée par aucun cours d'eau.

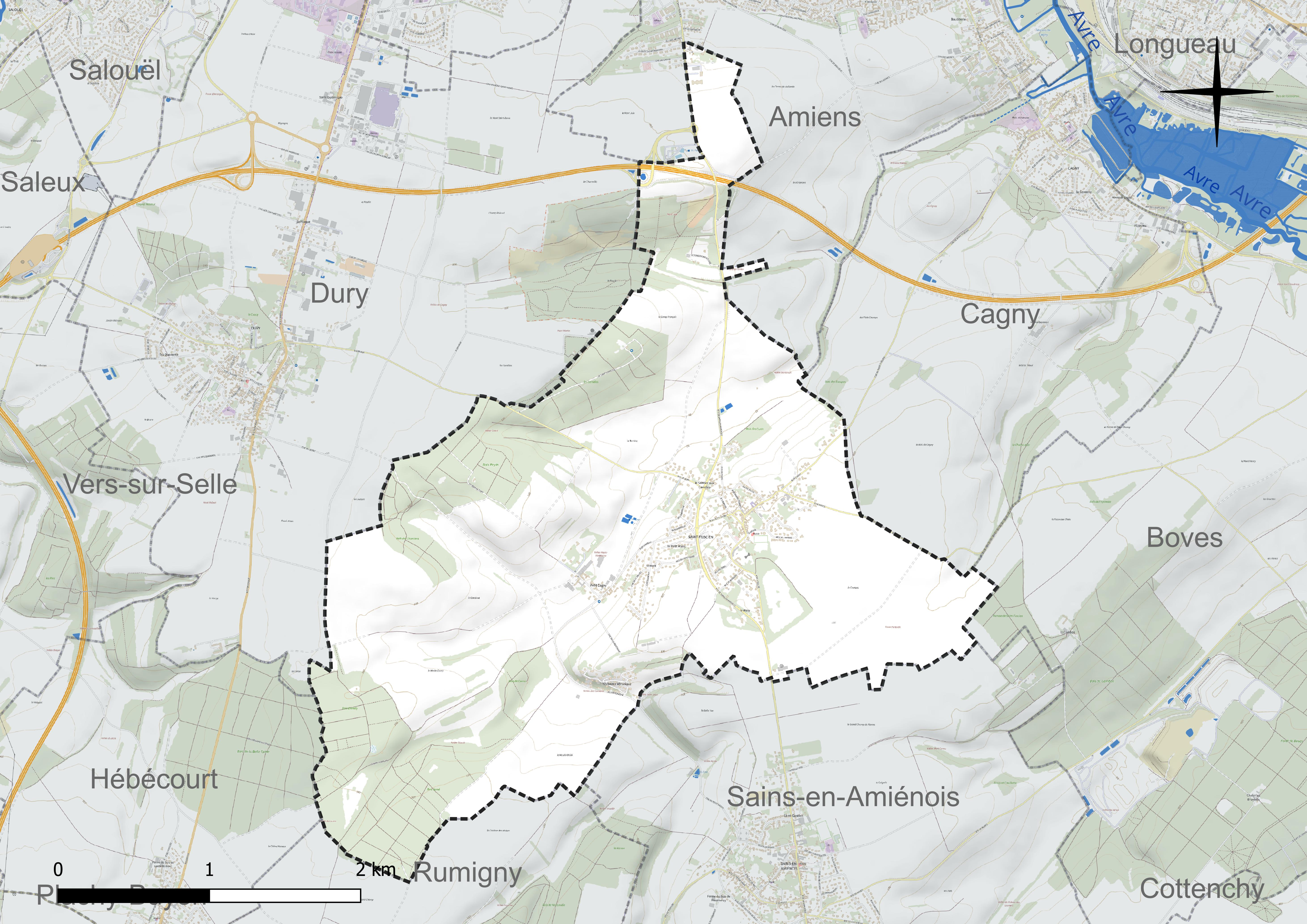
Réseau hydrographique de Saint-Fuscien.

### Climat
Pour des articles plus généraux, voir Climat des Hauts-de-France et Climat de la Somme.
En 2010, le climat de la commune est de type climat océanique dégradé des plaines du Centre et du Nord, selon une étude du CNRS s'appuyant sur une série de données couvrant la période 1971-2000. En 2020, Météo-France publie une typologie des climats de la France métropolitaine dans laquelle la commune est exposée à un climat océanique et est dans la région climatique Nord-est du bassin Parisien, caractérisée par un ensoleillement médiocre, une pluviométrie moyenne régulièrement répartie au cours de l'année et un hiver froid (3 °C).
Pour la période 1971-2000, la température annuelle moyenne est de 10,4 °C, avec une amplitude thermique annuelle de 13,8 °C. Le cumul annuel moyen de précipitations est de 716 mm, avec 11,5 jours de précipitations en janvier et 8,3 jours en juillet. Pour la période 1991-2020, la température moyenne annuelle observée sur la station météorologique la plus proche, située sur la commune de Glisy à 8 km à vol d'oiseau, est de 11,1 °C et le cumul annuel moyen de précipitations est de 646,6 mm,. Pour l'avenir, les paramètres climatiques de la commune estimés pour 2050 selon différents scénarios d'émission de gaz à effet de serre sont consultables sur un site dédié publié par Météo-France en novembre 2022.
Pendant longtemps, la région a été un pays de petites terres qui étaient difficiles à cultiver et ceci obligeait les paysans parcellaires à trouver un second métier durant l'hiver. Jusqu'au XIXe siècle, les coupeurs de velours et les culottières ont travaillé à domicile pour le textile amiénois. À présent, les remembrements et la modernisation des fermes permettent une exploitation plus aisée des terres agricoles sous forme de polyculture et d'élevage.

## Urbanisme

### Typologie
Au 1er janvier 2024, Saint-Fuscien est catégorisée bourg rural, selon la nouvelle grille communale de densité à sept niveaux définie par l'Insee en 2022.
Elle est située hors unité urbaine. Par ailleurs la commune fait partie de l'aire d'attraction d'Amiens, dont elle est une commune de la couronne,. Cette aire, qui regroupe 369 communes, est catégorisée dans les aires de 200 000 à moins de 700 000 habitants,.

### Occupation des sols
L'occupation des sols de la commune, telle qu'elle ressort de la base de données européenne d'occupation biophysique des sols Corine Land Cover (CLC), est marquée par l'importance des territoires agricoles (68 % en 2018), une proportion sensiblement équivalente à celle de 1990 (68,2 %). La répartition détaillée en 2018 est la suivante : 
terres arables (66,8 %), forêts (23,5 %), zones urbanisées (8,2 %), zones agricoles hétérogènes (1,2 %), milieux à végétation arbustive et/ou herbacée (0,4 %). L'évolution de l'occupation des sols de la commune et de ses infrastructures peut être observée sur les différentes représentations cartographiques du territoire : la carte de Cassini (XVIIIe siècle), la carte d'état-major (1820-1866) et les cartes ou photos aériennes de l'IGN pour la période actuelle (1950 à aujourd'hui).

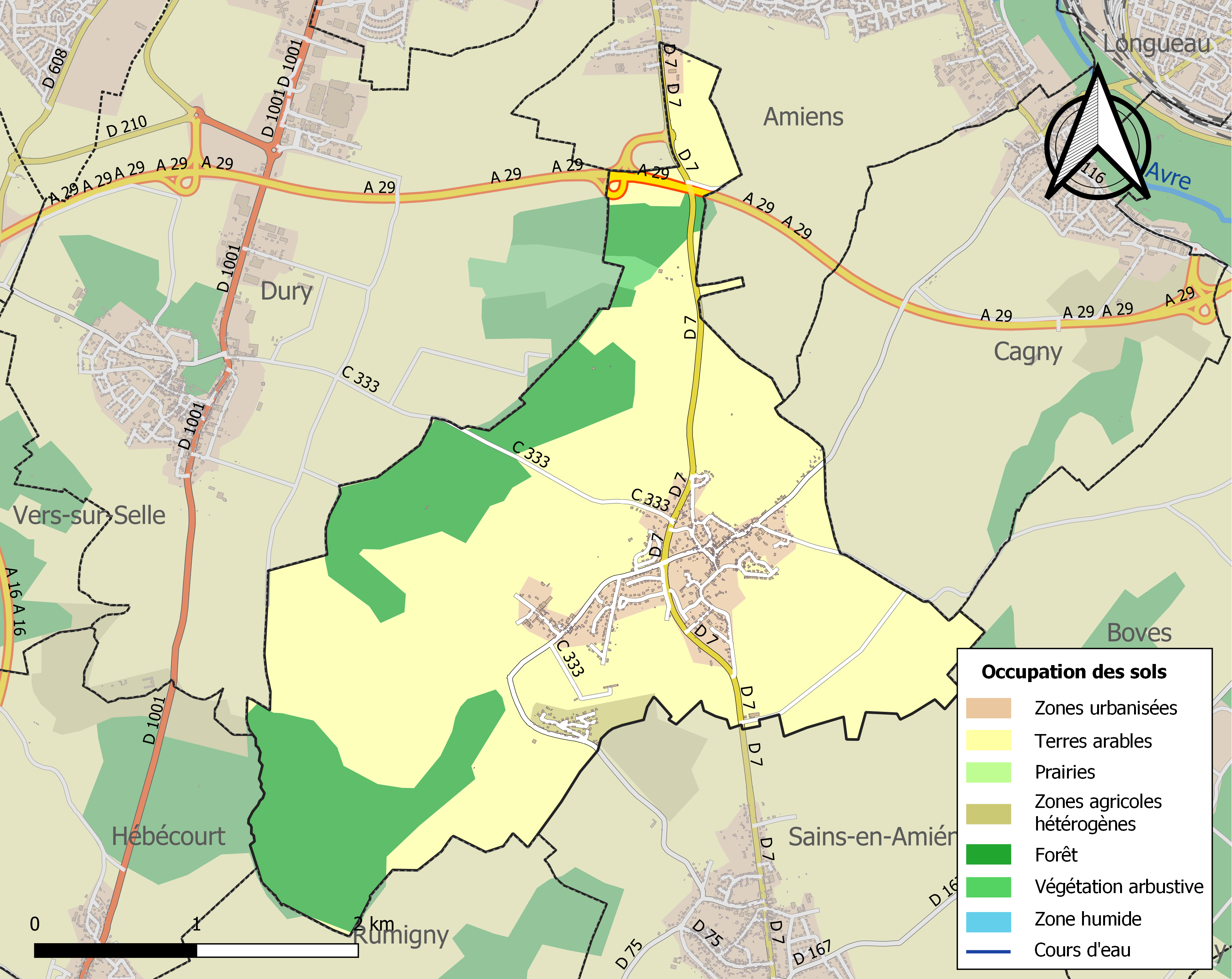
Carte des infrastructures et de l'occupation des sols de la commune en 2018 (CLC).

## Toponymie
Le nom de la localité est attesté sous les formes Sanctus Fuscianus en 1131 ; Saint Fuscien en 1291 ; Saint Fussian en 1301 ; Seins Fucien en 1334 ; Saint Fuscian en 1352 ; Saint Fuscien ou bos en 1326 ; Saint Fucien en 1385 ; Saint Fussien en 1390 ; Saint Fuxian en 1400 ; Saint Fuscien au bois en 1507 ; Saint Fuscien aux bois en 1507 ; Saint Fusien en 1579 ; Saint Fusien en 1673 ; Saint Fussien au bois en 1696 ; Saint Fussien aux bois en 1700 ; Saint Lucien au bois en 1778 ; Saint Fucien en 1793 et Saint-Fuscien depuis 1801.
Saint-Fuscien est un hagiotoponyme qui fait référence à Fuscien (Fuscianus), un romain venu évangéliser la Gaule du nord, ce qu'il fit en particulier autour de l'actuelle ville de Saint-Omer. L'église de la commune lui est dévouée.

## Histoire
L'histoire du village de Saint-Fuscien débute réellement avec la fondation du monastère à la fin du VIe siècle.

### Préhistoire
Les hommes de la civilisation acheuléenne (300 000 à 90 000 av. J.-C.) avaient taillé des silex pour se confectionner des armes et des outils. Ensuite, les Celtes se sont installés dans la région. Ce furent d'abord des tribus hallstattiennes. Les princes de ces tribus vont décliner au Ve siècle av. J.-C. et une nouvelle migration celtique se produit alors en provenance du Nord-Est (période de la Tène). Les Celtes de la Tène étaient de redoutables guerriers. Enfin ce furent les Celtes-belges qui ont traversé le Rhin pour s'installer dans le Nord-Ouest.  La tribu belge qui s'est installée ici était la tribu des Ambiens (ambiani). Ces tribus belges ont été soumises par les légions romaines de César en 57 av. J.-C.. Durant la période gallo-romaine, la voie romaine qui part de Samarobriva (Amiens) vers le sud traverse la région.

### Antiquité
Au IIIe siècle, le chrétien Fuscianus quitte Rome pour aller évangéliser la tribu gauloise des Morins. Cette tribu était située au nord des Ambiens. Avec Victoric, Fuscien  est de passage en 303  dans le village de Sama (actuellement Sains-en-Amiénois) où ils ont converti Gentien. À cette période, les chrétiens sont persécutés. Le 11 décembre 303, les soldats romains décapitent Gentien à Sains, puis emmènent Fuscien et Victoric dans les bois où ils leur tranchent la tête. La légende dit alors que les deux martyrs seraient ensuite revenus à Sains en portant leur tête dans les mains.

### Moyen Âge
Au VIe siècle, un prêtre retrouve le tombeau des trois martyrs qui devient alors un lieu de culte.
La vénération du culte de saint Fuscien amène à la fondation, à la fin du VIe siècle, d'un monastère sur le lieu de sa décapitation. Lors des invasions normandes, le monastère sera détruit (859), reconstruit (880) puis détruit à nouveau en 925, Il restera alors en ruine pendant environ deux siècles.
Saint-Fuscien a subi les invasions normandes et les Vikings  qui ont détruit deux fois le monastère (en 859 et en 925). Les villages de la seigneurie de Boves étaient reliés au château (XIe siècle) par des galeries creusées dans la craie qui permettaient aux habitants de se "mucher" en cas d'attaque.
En 1105, Enguerrand de Boves, comte d'Amiens, 1042-1116, dote l'abbaye de Saint-Fuscien qui est restaurée et occupée par des bénédictins qui viennent de l'abbaye de Corbie. 
Le traité de Troyes en 1420 octroya la région aux Bourguignons. En 1470, Louis XI attaque les Bourguignons de Charles le Téméraire et les combats durent plusieurs années. En 1472, les Bourguignons saccagent et  brulent l'abbaye de Saint-Fuscien-aux-Bois. Il faudra attendre le traité de Picquigny entre Louis XI et Edouard IV d'Angleterre (1475) puis la mort de Charles le Téméraire (1477) pour que Saint-Fuscien soit dans le royaume de France.

### Temps modernes

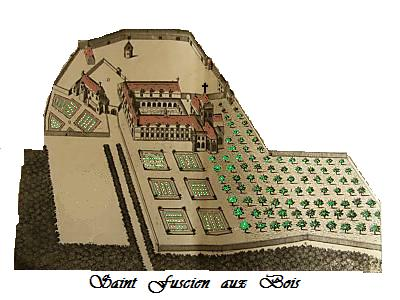
Abbaye de Saint-Fuscien.

L'abbaye est mise en commende en 1533.
En 1648, la réforme de Saint-Maur est introduite dans l'abbaye pour revenir à un régime monastique strict fidèle à la vie bénédictine. À cette époque, le logis abbatial (dit à présent château de Saint-Fuscien) est reconstruit. L'église de l'abbaye sert pour le culte du village et les moines font l'école et instruisent les enfants gratuitement et charitablement.
Au XVIIIe siècle et au XIXe siècle, plusieurs familles du village sont des coupeurs de velours à domicile pour l'industrie textile d'Amiens. Des culottières travaillent aussi dans leurs maisons alors que d'autres habitants allaient travailler tous les jours à Amiens à pied. D'autres encore partaient avec leurs paniers  pour vendre quelques œufs, une poule ou un lapin sur les marchés d'Amiens.

### Époque contemporaine
Lors de la Révolution française, la congrégation bénédictine de Saint-Maur est dissoute (1790) et les biens de l'abbaye deviennent propriété de la nation. En avril 1791, une pétition (73 signatures) des habitants demande à l'évêque du département de la Somme d'intervenir auprès du préfet pour  la conservation de l'église, du cimetière, de l'école et du logement d'un prêtre car un décret de l'Assemblée Nationale ordonne la vente des biens de l'abbaye comme biens nationaux.
Les bâtiments conventuels sont vendus à un particulier. De grandes modifications sont effectuées et une partie des bâtiments est démolie pour récupérer des matériaux de construction.
Le septidi 17 thermidor an XII (dimanche 5 août 1804), le conseil municipal demande la restauration de l'église pour y accueillir les paroissiens car il y a plus de 500 habitants dans la commune composée de 125 maisons pour 135 ménages et il n'y a plus d'église dans le village.
En 1820, une chapelle est aménagée dans une ancienne grange et la construction d'une nouvelle église est décidée en 1865.
En 1825, le révérend père Lardeur (1776-1863) achète ce qui reste de l'abbaye pour y installer une école de la congrégation des Frères de Saint-Joseph. Les écoles de cette congrégation ont eu une grande renommée sous le second empire. Cette congrégation est interdite en 1888 dans le cadre plus général de l'Expulsion des congrégations. Les bâtiments conventuels sont alors à nouveau vendus à un particulier.  À présent, il ne subsiste que l'hôtel abbatial (dit château) et un petit pavillon de l'ancienne abbaye de Saint-Fuscien-au-Bois.
En 1847, des vaches hollandaises sont acclimatées à Saint-Fuscien. Au début du XXe siècle, il existait une culture d'orchidée sous une très belle serre chauffée, créée par monsieur Graire, maire de Saint-Fuscien de 1904 à 1919.

#### La guerre de 1870 à Saint-Fuscien
En septembre 1870, à la fin de la guerre franco-allemande de 1870 et à la suite de la défaite de Sedan, Napoléon III est fait prisonnier du roi de Prusse Guillaume I. Le 4 septembre, le gouvernement de la Défense nationale proclame la déchéance de l'empire. Une armée du Nord est alors constituée.
Les Prussiens viennent par le sud pour attaquer Amiens qui est protégée par une ligne fortifiée longue d'environ 9 km. Cette ligne  est constituée par douze ouvrages de défense reliés par des tranchées et passe par Saint-Fuscien (côte 102).
Fin novembre 1870, de violents combats ont lieu. Le village de Saint-Fuscien est alors occupé par les Prussiens et Amiens tombe le 28 novembre.
L'armée française (armée du Nord encore en formation avec seulement trois brigades) sous les ordres du général Farre affronte les Prussiens commandés par Edwin von Manteuffel  qui réussit à réunir environ 40 000 hommes de sa Ire Armée.
Le 26 novembre au soir, Farre acheva la concentration de ses troupes le long d'une ligne d'Amiens à Villers-Bretonneux, sur la rive gauche de la Somme.
Le 27 novembre, la 2e brigade du général Derroja est installée au sud de Saint-Fuscien.
Le général von der Goeben qui commande le VIIIe corps d'armée prussien donne l'ordre de l'attaque sur le flanc gauche : la 15e division allemande doit s'établir à Fouencamps et à Sains puis lancer des éléments avancés jusqu'à Saint-Fuscien et Dury.
À 13 h, les Allemands sont à Saint-Fuscien. Un violent combat se déroule à la ferme Cambos (située entre Saint-Fuscien et Boves) avec les Français de la brigade Derroja. Les Allemands ont 36 pièces d'artillerie qui sont en position sur le chemin qui va de Saint-Fuscien à Dury et qui pilonnent les batteries françaises sur Dury. Les artilleurs de marine venus d'Arras s'occupent des batteries.
Lorsque Dury et Saint-Fuscien furent occupées par les Prussiens, l'armée allemande tourna la position française de Boves. Pour se dégager, le colonel Pittié mena une contre-attaque sur l'Avre et Saint Fuscien, mais fut repoussé sur Boves où il résista aux assauts avant de se replier sur Longueau ; une dernière charge menée par le commandement Zélé arrêta définitivement l'offensive allemande.
À 16 h 30, le général Farre décida de la retraite. À la tombée de la nuit, les Prussiens établissent leurs cantonnements à Boves, Fouencamps et Sains.
Dans la nuit du 27 au 28 novembre 1870, les Français se replient et quittent Amiens. Les Prussiens entrent alors dans la ville où reste seulement une garnison dans la citadelle qui doit se rendre au début du mois de décembre,,,.

#### La guerre 1914-1918
Pendant la Première Guerre mondiale, le 4 août 1914 les Allemands entrent en Belgique. La VIe armée de Joffre ne peut pas empêcher que la ville d'Amiens tombe le 31 août aux mains des Allemands. Le front est  venu jusqu'à Saint-Fuscien. Des pièces d'artillerie françaises sont installées dans le bas du village et le Montjoie (côte 102) est le lieu de combats.
Des habitations de Saint-Fuscien seront détruites. La VIe armée doit se replier sur Montdidier. Une contre-attaque de l'armée française permet de repousser les Allemands le 10 septembre 1914 et Amiens est libérée le 12.

#### La guerre 1939-1945
Pendant la bataille de France, des destructions ont eu lieu en 1940 lors de l'attaque de l'armée allemande. Le 5 juin 1940, une violente offensive allemande se produit et des combats se font au sud d'Amiens de Dury à Boves. Des habitants de Saint-Fuscien qui avaient vu leur maison détruite en 1914 vont trouver à nouveau leur maison endommagée lors de leur retour d'exode.
Le 15e régiment d'infanterie alpine (RIA) a participé à la bataille au sud d'Amiens du 20 mai au 8 juin 1940. Il était composé de 1 200 hommes. Ils se battirent contre la 9e et 10e Panzerdivision (constitué de 418 Panzer III et IV) dont la division d'infanterie Grossdeutschland. Les survivants se rendirent aux troupes allemandes le 6 juin. Les prisonniers français reçurent l'ordre de creuser des trous et furent abattus devant les villageois de Saint-Fuscien. Le nombre de prisonniers était d'environ 300. Cette référence se trouve dans la page 15e régiment d'infanterie (France) qui cite le  Recueil d'Historiques de l'Infanterie Française (Général Serge Andolenko – Eurimprim, Paris, 1949) mais ce fait ne m'a jamais été rapporté par les anciens du village qui ont vécu cette période.
Fin août-début septembre 1944, le village est libéré par les troupes alliées.

## Politique et administration

### Rattachements administratifs et électoraux
Rattachements administratifs
La commune se trouve dans l'arrondissement d'Amiens du département de la Somme.
Elle faisait partie depuis 1793 du canton de Boves. Dans le cadre du redécoupage cantonal de 2014 en France, cette circonscription administrative territoriale a disparu, et le canton n'est plus qu'une circonscription électorale.
Rattachements électoraux
Pour les élections départementales, la commune fait partie depuis 2014 du canton d'Amiens-6
Pour l'élection des députés, elle fait partie de la deuxième circonscription de la Somme.

### Intercommunalité
Le village faisait partie du district du Grand Amiens, devenu par la suite la communauté d'agglomération Amiens Métropole, dont est toujours membre la commune.

### Liste des maires
| Période                                  | Période   | Identité                      | Étiquette  | Qualité |
| ---------------------------------------- | --------- | ----------------------------- | ---------- | --- |
| Les données manquantes sont à compléter. |           |                               |            | |
| 1904                                     | 1919      | M. Graire                     |            | |
| Les données manquantes sont à compléter. |           |                               |            | |
|                                          | mars 2001 | Élie Ducrocq                  |            | |
| mars 2001                                | 2008      | Richard Magnaud               | '          | |
| mars 2008                                | mai 2020  | M. Dominique de Witasse Thézy | SE puis NC | |
| mai 2020                                 | En cours  | Henri-Paul Fin                |            | Ancien cycliste professionnel A participé aux Jeux olympiques de Munich en 1972 et au Tour de France 1976 Directeur commercial d'une compagnie d'assurance |

### Jumelages
Avec Dury et Sains-en-Amiénois, Saint-Fuscien est jumelée à la ville de Bessenbach en Allemagne.

## Population et société

### Démographie
L'évolution du nombre d'habitants est connue à travers les recensements de la population effectués dans la commune depuis 1793. Pour les communes de moins de 10 000 habitants, une enquête de recensement portant sur toute la population est réalisée tous les cinq ans, les populations de référence des années intermédiaires étant quant à elles estimées par interpolation ou extrapolation. Pour la commune, le premier recensement exhaustif entrant dans le cadre du nouveau dispositif a été réalisé en 2004.

En 2022, la commune comptait 1 418 habitants, en évolution de +28,79 % par rapport à 2016 (Somme : −1,26 %, France hors Mayotte : +2,11 %).
| 1793 | 1800 | 1806 | 1821 | 1831 | 1836 | 1841 | 1846 | 1851 |
| ---- | ---- | ---- | ---- | ---- | ---- | ---- | ---- | ---- |
| 501  | 320  | 538  | 520  | 560  | 592  | 660  | 593  | 550  |

| 1856 | 1861 | 1866 | 1872 | 1876 | 1881 | 1886 | 1891 | 1896 |
| ---- | ---- | ---- | ---- | ---- | ---- | ---- | ---- | ---- |
| 540  | 583  | 563  | 569  | 492  | 481  | 467  | 430  | 426  |

| 1901 | 1906 | 1911 | 1921 | 1926 | 1931 | 1936 | 1946 | 1954 |
| ---- | ---- | ---- | ---- | ---- | ---- | ---- | ---- | ---- |
| 367  | 318  | 283  | 295  | 323  | 322  | 286  | 257  | 286  |

| 1962 | 1968 | 1975 | 1982  | 1990  | 1999 | 2004 | 2006 | 2009 |
| ---- | ---- | ---- | ----- | ----- | ---- | ---- | ---- | ---- |
| 363  | 431  | 687  | 1 026 | 1 031 | 966  | 903  | 874  | 940  |

| 2014  | 2019  | 2022  | - | - | - | - | - | - |
| ----- | ----- | ----- | - | - | - | - | - | - |
| 1 021 | 1 309 | 1 418 | - | - | - | - | - | - |

### Enseignement
L'école primaire, maternelle et élémentaire, de Saint-Fuscien compte 59 élèves pour l'année scolaire 2016-2017. Elle est située en zone B, dans l'académie d'Amiens.

## Culture locale et patrimoine

### Lieux et monuments

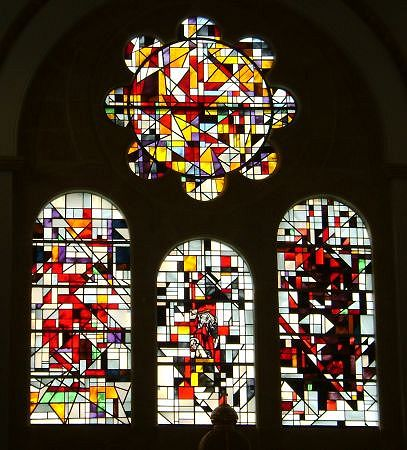
Les vitraux d'Alain Mongrenier.

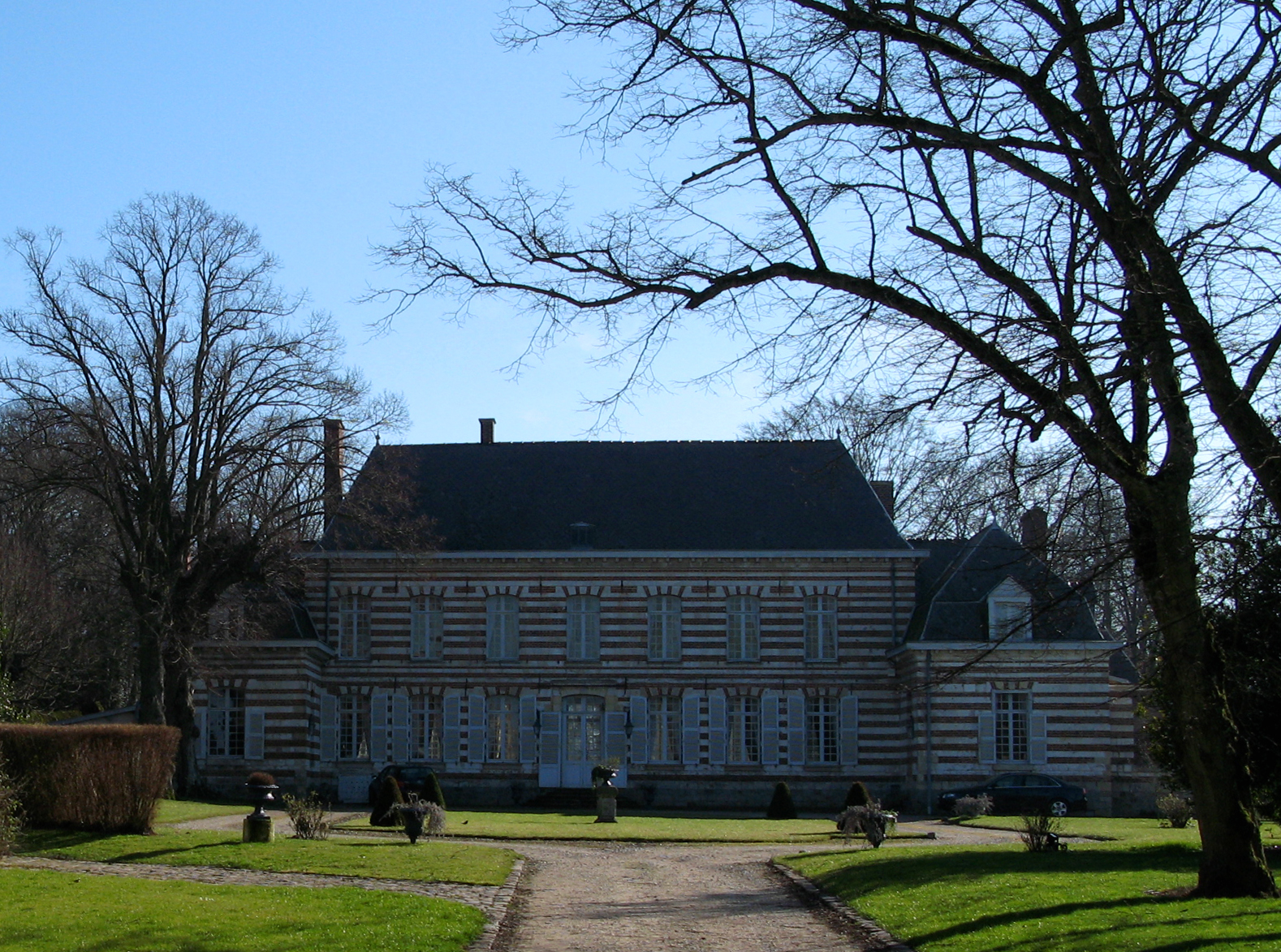
Le château, ancien logis abbatial.

- L'Église Saint-Fuscien. elle  remplace la chapelle aménagée dans une grange désaffectée en 1820. 
La construction d'une nouvelle église est décidée en 1865. La construction autorisée par l'évêque et le préfet fut interrompue par la guerre de 1870-1871. 
Les plans élaborés par l'architecte Pierre Viénot sont repris du projet de Florent Corroyer. L'architecte départemental Émile Ricquier acheva la construction en 1890. L'édifice est composé d'une nef avec deux bas-côtés.

Lors de la Bataille de France; le 28 mai 1940, l'église est touchée par l'artillerie allemande et ne rouvre ses portes qu'en 1950.
En février 2005, l'édifice a été ravagé par un incendie d'origine criminelle.
 Après restauration, par l'architecte Ezio Basili, la consécration du sanctuaire  a lieu le 11 décembre 2008.
Jean Alluard (sculpteur statuaire) a réalisé le chemin de croix ainsi que la statue céphalophore de saint Fuscien et le dôme du tabernacle. Alain Mongrenier et Claude Barre ont réalisé les vitraux. Mme Carre a restauré l'autel du XVIIIe siècle.
- Oratoire à la Vierge 
Sur la route de Sains, bâti en 1868, il porte l'inscription « Monstra te esse Matrem » (Montre que tu es mère)[37].
- Le château
C'est en fait le logis abbatial du XVIIIe siècle qui abrite dans son parc des vestiges de l'ancienne abbaye. C'est le seul bâtiment subsistant de l'ancienne abbaye de Saint-Fuscien-au-bois ; il correspond au logis abbatial reconstruit au XVIIe siècle. A présent, il ne subsiste que l'hôtel abbatial dit château de Saint- Fuscien; les vestiges de l'abbaye (les façades et les toitures du logis abbatial et du petit pavillon, le mur de clôture et l'ensemble des sols compris dans l'enceinte délimité par ces murs) sont protégés en tant que monuments historiques.

### Blason populaire
Les blasons populaires ou noms jetés des villageois sont des surnoms ou des sobriquets (en picard surpitchets) donnés aux habitants des villes et des villages picards.
Ces surpitchets viennent de l'histoire de la ville, d'un jeu de mots, mais ce sont souvent des  moqueries des villages voisins.
Le sobriquet des habitants de Saint-Fuscien est, :
Ce qui s'explique facilement par la présence d'une abbaye puis d'une école des frères dans le village.

### Héraldique
| Blason de Saint-Fuscien | Blason  | D'azur à deux chevronnels jumelés d'or accompagnés de trois besants d'argent.                                 |
| Blason de Saint-Fuscien | Détails | Inspiré des armes de l'abbaye de Saint-Fuscien (voir alias). Le statut officiel du blason reste à déterminer. |
| Blason de Saint-Fuscien | Alias   | D'azur aux trois chevrons d'argent accompagnés de trois étoiles d'or. Armes de l'ancienne abbaye locale.      |